# Adolf Mosengel

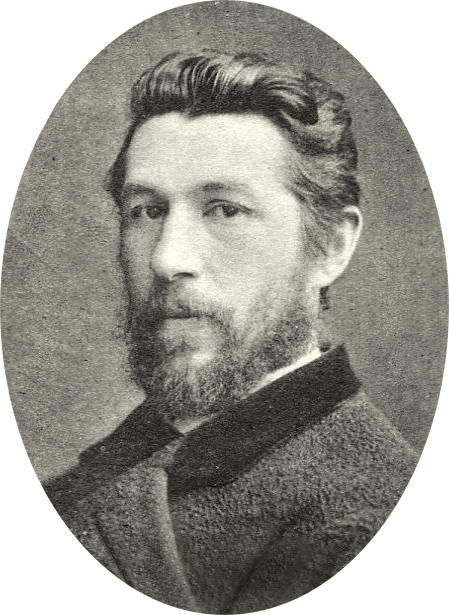
Adolf Mosengel um 1880

Adolf Konrad Heinrich Mosengel (* 1. Januar 1837 in Hamburg; † 12. Juni 1885 ebenda) war ein deutscher Landschaftsmaler und Zeichner.

## Leben
Nach frühem Unterricht bei den Brüdern Johann Martin und Jakob Gensler in Hamburg bildete sich Mosengel in den Jahren 1854 bis 1857 in Düsseldorf weiter, vermutlich privat bei Hans Fredrik Gude, jedoch wohl nicht an der Kunstakademie, da sein Name in den Schülerakten nicht vermerkt ist. In Düsseldorf gehörte er 1856 dem Künstlerverein „Malkasten“ an, in dessen Mitgliederliste er 1857 und 1858 als „verreist“ geführt wurde. 1858 und 1859 hielt er sich studienhalber in Paris auf. 1861 arbeitete er im Atelier von Alexandre Calame in Genf, ließ sich anschließend dauerhaft in Hamburg nieder und schloss sich dort dem Hamburger Künstlerverein an.
1870 lernte er im Hotel „Zum Schweizerischen Alpenclub“ im Maderanertal Richard und Cosima Wagner sowie Friedrich Nietzsche kennen. Nach Ausbruch des Deutsch-Französischen Krieges begab er sich im August des Jahres mit Nietzsche, den er in einem späteren Brief mit „Theuerster Freund“ anredete, und dem Mediziner Hugo von Ziemssen auf das Schlachtfeld von Wörth am Rhein und in Lazarette im Elsass und in Lothringen, wo ihnen Verwundete zur Verpflegung und zum Rücktransport nach Deutschland anvertraut wurden.
Mosengel war überwiegend als Landschaftsmaler tätig und fand seine Motive in der Umgebung seiner jeweiligen Aufenthaltsorte. In Düsseldorf entstand beispielsweise das Gemälde „Westfälische Landschaft“ (1857); aus seiner Genfer Zeit und danach datieren Ölbilder, Aquarelle und Zeichnungen mit Ansichten vieler Regionen der Schweiz, wie „Mühle bei Genf“ (1861) und „Motiv aus dem Berner Oberland“ (1866), weitere aus Tirol, Franken und von Rhein, Nahe und Mosel (1878) sowie aus Norddeutschland. Arbeiten aus den 1870er Jahren, die eine deutliche Weiterentwicklung seiner bildnerischen Auffassung dokumentieren, verweisen auf Aufenthalte in Italien beziehungsweise an den oberitalienischen Seen. Vertreten war er mit seinen Arbeiten in Ausstellungen in Hamburg, aber auch in Berlin, Bremen, Hannover, Stuttgart und Wien. Der Hamburger Kunstverein ehrte Mosengel 1885 mit einer Gedächtnisausstellung.

## Werkauswahl

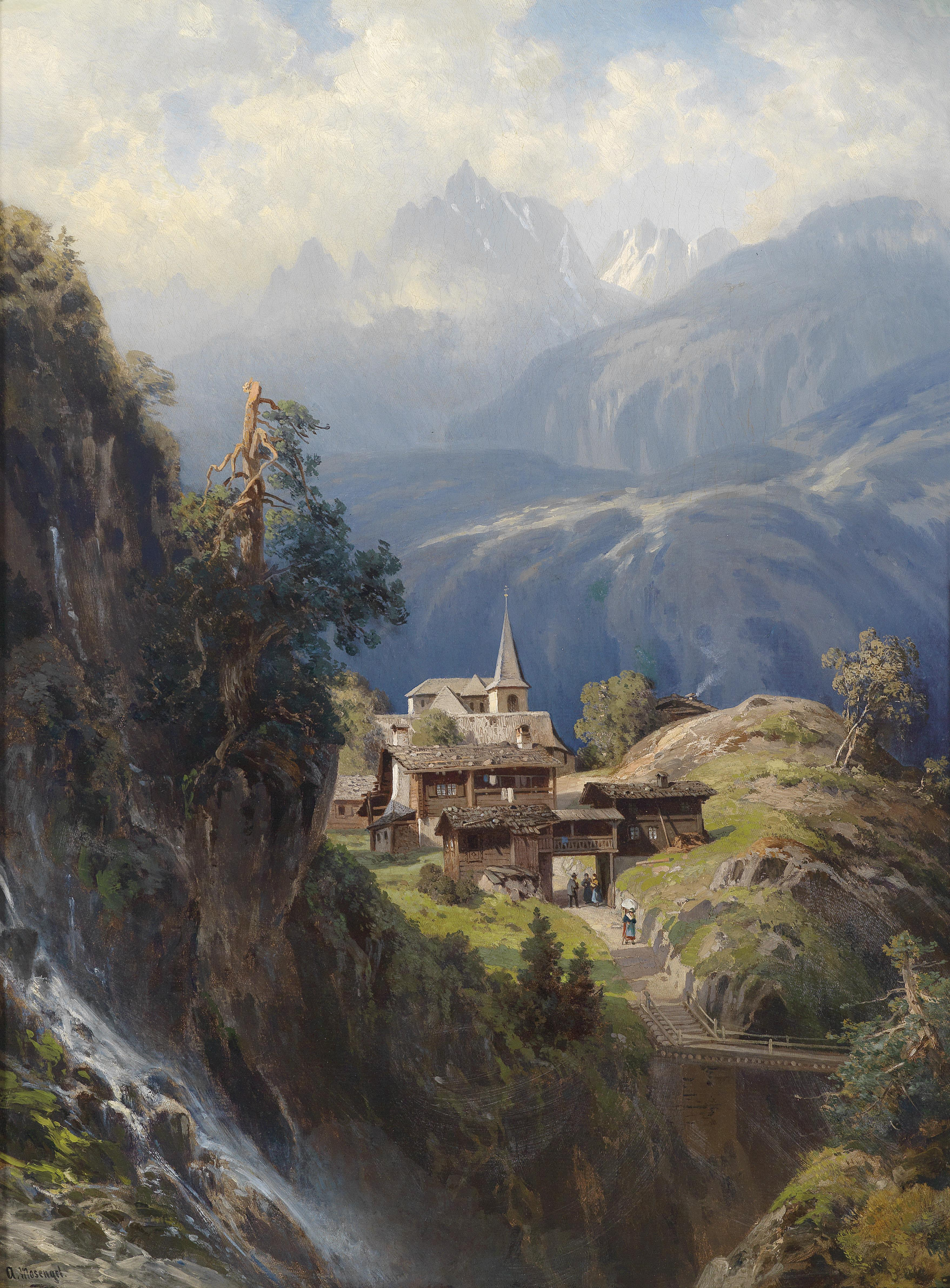
Dorf in den Berner Alpen

- Hang mit Felsblöcken 1861, Ölgemälde; Gebirgssee 1875, Dorfpartie, Heuernte, Landschaft mit Kopfweiden, Straße in Hildesheim, Aquarelle: Hamburg, Kunsthalle
- Fischerboote in Desenzano am Gardasee, 1879, Öl/Holz, 35,5 × 26 cm (Kunsthandel)
- Maderaner Thal, Öl auf Holz, 27 × 37 cm; betitelt und datiert 19/3.83 (Kunsthandel 2009)
- Dorf in den Berner Alpen